# Índice Histórico Español
El Índice Histórico Español (citado como IHE en la bibliografía y series de fuentes documentales) es la principal recopilación de fuentes historiográficas españolas de época pre-informática, iniciada en 1952 por iniciativa de Jaume Vicens Vives y dirigido desde 1994 por Pere Molas. Recoge y describe cada nuevo libro o cada artículo publicado en cualquier revista especializada, y se viene actualizando desde entonces sin interrupción. Aunque en un principio se lanzó con periodicidad cuatrimestral, en la actualidad se publica un nuevo número cada seis meses.
La revista tiene una estructura muy definida que no ha cambiado a lo largo de los años. Cada número comienza con una relación de redactores y colaboradores previa al índice. Más adelante se detallan las obras publicadas desde el último número: un primer capítulo se dedica a las obras historiográficas más importantes publicadas en la escena internacional independientemente de su temática, y a continuación el resto de obras se organizan por orden cronológico según el período que tratan de la historia de España o de la península ibérica.